# NGC 10
NGC 10 (ook wel PGC 634, ESO 349-32, MCG -6-1-24, AM 0006-340 of IRAS00060-3408) is een balkspiraalstelsel in het sterrenbeeld Beeldhouwer.
NGC 10 werd op 25 september 1834 ontdekt door de Britse astronoom John Herschel.